# 凉伞镇
凉伞镇，是中华人民共和国湖南省怀化市新晃侗族自治县下辖的一个乡镇级行政单位。

## 行政区划
凉伞镇下辖以下地区：
凉伞社区、冲首村、梭溪村、坪南村、坝堤村、桓胆村、桂岱村、坝万村、冲场村、高牌村、广东沟村、美老村、凉伞村、绞西村、刘坪村、子城村、桂正溪村和街上村。

## 历史
唐朝，它是晃州的州府所在地。
中华民国时期，凉伞乡设立，之后更名“凉知乡”。
1953年，凉伞镇设立。1956年改做“凉伞乡”。2000年重新设立“凉伞镇”。2015年10月，凳寨乡、茶坪乡、黄雷乡（宋寨村除外）并入凉伞镇。

## 地理
凉伞镇坐落在新晃侗族自治县西部，北面是贵州省玉屏侗族自治县、镇远县，东面是扶罗镇、林冲镇，西面和西南面是三穗县，东南是天柱县。
西溪流经凉伞镇。
刘坪水库是凉伞镇的一座大型水库。
凉伞镇的山有：美岩坡，海拔1101.5米；高佬坡，海拔1106米，登云山，936米。

## 经济
凉伞镇的经济主要依靠农业和地方工业，主要有油菜、玉米、土豆、豆腐。

## 交通
232省道北接玉屏侗族自治县，南至三穗县，东连扶罗镇。

## 旅游景点
八江口温泉是凉伞镇知名旅游休闲景点。